# Platyna hastata
Platyna hastata är en tvåvingeart som först beskrevs av Fabricius 1805.  Platyna hastata ingår i släktet Platyna och familjen vapenflugor. Inga underarter finns listade i Catalogue of Life.